# Османски Крит
Крит је дошао под османску власт током Кандијског рата (1645—1669). Под влашћу Турака остао је до 1896. године, односно до завршетка Критског устанка којим је формирана Критска држава. 

## Освајање Крита
Турци су освојили Крит у Кандијском рату. Рат је почео наредбом султана Ибрахима I да се објави рат Млетачкој републици и изврши инвазија њеног острва Крита зато што је тамо нашао уточиште један брод малтешких гусара. Двадесетпетогодишња борба око тог острва представљала је крунисање вишевековних турских напора да загосподаре целим источним Средоземљем. У почетку рата Венеција је своје најбоље војне снаге груписала на Криту. Већ на почетку рата Турци предузимају опсаду Крита која ће трајати до завршетка рата чинећи је тиме вероватно најдужом опсадом у историји. Мировни уговор је склопљен 1669. године и по његовим одредбама острво Крит је предато Турцима и извршено је разграничење у Далмацији и Боки Которској. Коначан акт о новој граници, названој „линија Нани“ по млетачком комесару за разграничење, потписан је тек 1671. године. 

## Побуне на Криту у 19. веку
У време прве египатске кризе долази до првих немира на Криту у 19. веку. Клокотронис је формирао друштво "Феникс", тајну организацију са циљем подизања устанка у областима под Османским царством која су након ослобођења Грчке остала под Турцима. У време друге египатске кризе долази до подизања великог устанка на Криту 1841. године. Устаницима су се придружили бројни добровољци који проглашавају привремену критску владу. Британци су помогли Турцима да угуше устанак. Током устанка се у Атини формира Централни комитет Крићана, а касније још две сличне организације: Велико братство под вођством Јоаниса Колетиса и Друштво ,, капетана“, организација бораца из Епира, Тесалије и Македоније који су емигрирали у Грчку. Међутим, Крит је остао миран до 1860-их година када је обновљен национални покрет Грка. Јонска острва тражила су уједињење са Грчком. Британци га, под народним притиском, напуштају 1864. године. Две године касније избија устанак на Криту. Разлог је био захтев за пореским реформама из 1858. године који османске власти нису прихватиле. Национална скупштина Крићана је у Сфакији сетембра 1866. године прогласила уједињење са Грчком. Добровољци, предвођени генералом Калергисом, кренули су ка Криту, мада је Грчка остала званично неутрална. Грчки бродови снабдевали су устанике, а штампа је спроводила антитурску пропаганду. Долази до сукоба Турака и Грка у Тесалији и Епиру, а до озбиљнијег сукоба дошло је код места Аграфа. Најкрвавија битка Критског устанка вођена је код Аркадиона 1867. године. Браниоци Аркадиона бацили су се у ваздух. Привремена влада, основана исте године, деловала је у име краља Ђорђа. Порта је именовала Омер-пашу Латаса за гушење Критског устанка. Он је кренуо на Крит са 20.000 људи. Јануара 1868. године Органским регуламентом Порта је доделила Криту аутономно уређење. Регуламент је предвиђао судске и административне савете, формирање генералне скупштине од представника свих каза, укидање или смањење разних такса, увођење грчког као званичног језика острва поред османског, а Грчкој је децембра послала ултиматум да обустави помоћ устаницима, што је изазвало прекид њихових дипломатских односа. Велике силе су фебруара 1869. изнудиле обавезу грчке владе да спречи слање чета на Крит, те се устанак полако угасио. До мањег устанка дошло је 1878. године. 

## Ослобођење Крита
Нови захтев за уједињењем Крит је истакао 1886. године, а три године касније избили су немири. Јула 1894. године Крићани траже пореске реформе и хришћанског гувернера. Нови устанак букнуо је 1896. године. Након пожара у грчком кварту у Канеји у рат улази и Грчка 1897. године. По завршетку рата, пуковник Васос напушта острво, а велике силе тражиле су гувернера. На положај је на крају постављен грчки краљ Ђорђе. Крит званично ипак није био уједињен са Грчком, већ је формирана Критска држава (1898—1913). До сједињења ће доћи тек Лондонским споразумом којим је окончан Први балкански рат. 